# 山鹨
山鹨（学名：Anthus sylvanus）为鶺鸰科鹨属的鸟类。分布于东阿富汗、尼泊尔、印度以及中国大陆的四川、云南、广西、江西、浙江、福建、广东等地，多见于山林、草地、农田以及喜在峻峭的山坡、岩石间或灌木丛中。该物种的模式产地在尼泊尔。